# Michigan Churches
Die Michigan Churches (auch: Michigan related Amish) sind eine Gruppierung beziehungsweise ein Anschluss an die Old Order Amish. Die ersten Gemeinden entstanden 1970 in Michigan. Die Gruppierung ist stärker evangelikal ausgerichtet und offener für Außenseiter, die so genannten „Seeker“ (Suchende), als andere Old Order Amish-Gemeinden.

## Geschichte
Die erste Gemeinde in Mio wurde 1970 von Amischen von Geauga County, Ohio, und aus dem nördlichen Indiana gegründet. Andere lokale Kirchen, die sich den Michigan Churches angeschlossen haben, waren ursprünglich keine Amischen, sondern wurden von evangelistisch gesinnten Personen gegründet, die aus Old Order-Gemeinden stammten. Diese Gemeinden schlossen sich im Nachhinein an die Michigan Churches an.
Die Kirche in Manton, wr ursprünglich keine Gemeinde der Amischen, sondern wurde von Personen gegründet, die aus Le Roy, Michigan kamen, einer horse-and-buggy (Pferd-und-Kutsche)-Gemeinde, jedoch einer stark evangelistischen Kirche, die erst 1981 von Harry Wanner (1935–2012) gegründet worden war, einem erweckten Prediger der Stauffer Old Order Mennoniten. 1994 löste sich die Kirche in Le Roy auf. Die Kirche in Manton schloss sich daraufhin den Old Order Amish an. Die Kirche in Smyrna, Maine, die ursprünglich mit den „Christian Communities“ von Elmo Stoll in Verbindung stand, die ebenfalls mehr evangelistisch und offen für Seekers ist, schloss sich mit Manton zusammen, nachdem die „Christian Communities“ sich auflösten nach Stolls frühem Tod.

## Sitten und Gebräuche
Es wird berichtet, dass tendenziell mehr Menschen unter den Mitgliedern der Michigan Churches Heilsgewissheit empfinden, oder sich selbst als wiedergeborene Christen bezeichnen, als in anderen Gruppierungen der Old Order Amish. Auch G.C. Waldrep berichtet, dass die Michigan Churches spirituell und materiell Ähnlichkeiten mit den New Order Amischen aufweisen, während sie jedoch den Old Order Amischen zugerechnet werden.

## Siedlungen und Gemeinden
2011 hatte die Gruppierung 15 Siedlungen in 3 Staaten und 20 Congregations beziehungsweise Church Districts. In Michigan hat die Gruppierung Siedlungen in Mio, Evart, Fremont, Manton und Newaygo. In Maine gibt es drei Siedlungen: Smyrna, Unity und Patten. Die Amischen bei Pearisburg (Virginia) sind teilweise mit den Michigan Churches verbunden, während andere zu den Believers in Christ, Lobelville gehören, einer para-Amish-Gruppierung.